# Lomboz
Lomboz は、オープンソースのEclipse用プラグインであり、Java EE 開発環境を提供するものである。Web、Webサービス、Java、Java EE、EJB アプリケーションの開発、評価、配備を行う。Lomboz は Java EE のアプリケーションサーバランタイムの大部分をサポートし、JOnASなどのオープンソースのランタイムもサポートしている。JOnAS と同様、Lomboz はOW2 Consortium傘下で開発されている。GNU Lesser General Public License でライセンスされている。
Lomboz は Java EE の主な概念・機能・手法に詳しい開発者にとっては非常に使いやすいシステムだが、Java EE を文書を読まずに勉強したい人には向いていない。Lomboz は他の独立した Java EE 開発向け Eclipse プラグインと組み合わせて使うことができる。
Lomboz は以下のような機能を提供する。
1. Java EE モジュールの生成・組み立てのためのウィザード
2. JSP エディタとコードアシスタント
3. JBoss、WebLogic、Apache Tomcat、JOnAS、JRun をサポート
4. XDoclet に基づく EJB コード生成
5. Apache Axis に基づくWebサービスコード生成